# Anatoli Filiptchenko
Anatoli Vassilievitch Filiptchenko (en russe : Анатолий Васильевич Филипченко) est un cosmonaute soviétique, né le 26 février 1928 à Davydovka, dans l'oblast de Voronej, en Union soviétique et mort le 7 août 2022.

## Vols réalisés
- 12 octobre 1969 : il commande le vol Soyouz 7. Il atterrit le 17 octobre 1969.
- 2 décembre 1974 : il commande le vol Soyouz 16, répétition générale du vol commun américano-soviétique Apollo-Soyouz. Il revient sur Terre le 8 décembre 1974.